# 島根県道269号吉田奥出雲線
島根県道269号吉田奥出雲線（しまねけんどう269ごう よしだおくいずもせん）は、島根県雲南市から仁多郡奥出雲町に至る一般県道である。

## 概要
雲南市吉田町吉田から仁多郡奥出雲町河内に至る。

### 路線データ
- 起点：雲南市吉田町吉田
- 終点：仁多郡奥出雲町河内（島根県道51号出雲奥出雲線交点）

## 歴史
- 1958年（昭和33年）6月13日 - 島根県告示第525号により島根県道杉戸仁多線として認定される[1]。
- 1972年（昭和47年） - 島根県の県道番号再編（固定番号設定）により島根県道269号杉戸仁多線に改称する。
- 2004年（平成16年）11月1日 - 飯石郡掛合町・三刀屋町・吉田村・大原郡の全3町（加茂町・木次町・大東町）が対等合併して雲南市が成立したことに伴い起点の地名表記が変更される（飯石郡吉田村吉田字杉戸→雲南市吉田町吉田字杉戸）。
- 2005年（平成17年）3月31日 - 仁多郡の全2町（仁多町・横田町）が対等合併して仁多郡奥出雲町が成立したことに伴い終点の地名表記が変更される（仁多郡仁多町河内→仁多郡奥出雲町河内）。
- 2006年（平成18年）3月31日 - 島根県告示第363号により現行の路線名称に改称する[1]。

## 路線状況

### 重複区間
- 島根県道38号掛合上阿井線（雲南市吉田町吉田）

### 道路施設

#### トンネル
- 曽木トンネル：延長290 m、1996年（平成8年）竣工、雲南市吉田町曽木

## 地理

### 通過する自治体
- 島根県
  - 雲南市 - 仁多郡奥出雲町

### 交差する道路
| 交差する道路                          | 市町村名 | 市町村名 | 交差する場所 | 交差する場所 |
| ------------------------------------- | -------- | -------- | ------------ | ------------ |
| 島根県道38号掛合上阿井線 重複区間起点 | 雲南市   | 雲南市   | 吉田町吉田   |              |
| 島根県道38号掛合上阿井線 重複区間起点 | 雲南市   | 雲南市   | 吉田町吉田   |              |
| 島根県道51号出雲奥出雲線              | 仁多郡   | 奥出雲町 | 河内         | 終点         |

### 沿線
- 県民の森（頓原・吉田地区）
- 雲南市役所田井出張所
- 阿井川ダム

### 峠
- 才ノ峠（雲南市吉田町上山 - 仁多郡奥出雲町河内）